# Rumpler Flugzeugwerke
La Rumpler Flugzeugwerke GmbH, meglio conosciuta con il marchio Rumpler, fu un'azienda metalmeccanica tedesca principalmente attiva nel settore aeronautico fondata nel primo decennio del ventesimo secolo.
Creata con la ragione sociale Rumpler Luftfahrtzeugbau dall'imprenditore austro-ungarico Edmund Rumpler, il quale decise di investire nello sviluppo del mercato dell'aviazione, ebbe il suo apice nel periodo della prima guerra mondiale dove sviluppò nuovi modelli di aerei militari per dotare i reparti della Luftstreitkräfte, la componente aerea del Deutsches Heer (l'esercito imperiale tedesco).
Con il termine del conflitto, sfavorevole all'Impero tedesco, le sanzioni imposte dalle nazioni vincitrici alla Repubblica di Weimar resero impossibile a Herr Rumpler evitarne la chiusura.

## Storia
Nel 1907 l'ingegnere Edmund Rumpler, dopo aver ideato alcuni progetti relativi all'ambito automobilistico, rimane affascinato dai risultati ottenuti dai Fratelli Wright e decide di fondare la Rumpler Luftfahrtzeugbau, un'azienda aeronautica, per avviare la produzione su licenza dei monoplani Etrich Taube.